# Tatort: Verbranntes Spiel
Verbranntes Spiel ist ein Fernsehfilm aus der Kriminalreihe Tatort der ARD, des ORF und SRF. Der Film wurde vom MDR unter der Regie von Bodo Fürneisen produziert und am 28. Februar 1993 erstmals ausgestrahlt. Es handelt sich um die Tatort-Folge 271. Für den Kriminalhauptkommissar Bruno Ehrlicher und seinen Kollegen Kain ist es der dritte Fall, in dem sie in Dresden ermitteln.

## Handlung
Die Firma von Dr. Franz Willigerodt hat innerhalb von 10 Jahren einen Speziallaser entwickelt. Nun fehlt allerdings das nötige Geld, um ihn zu produzieren. Dr. Dunkert will seinen Chef überreden, mit einer Firma einen gewinnbringenden Vertrag abzuschließen, die auch in der Rüstungsindustrie tätig ist. Willigerodt weigert sich energisch und will nur mit Firmen zusammenarbeiten, die ausschließlich im medizinischen Bereich tätig sind.
Ehrlicher, ein alter Schulfreund von Willigerodt, erreicht gerade noch rechtzeitig dessen Geburtstagsfeier auf einem Ausflugsdampfer. Nach der Feier quartiert er sich im Haus von Willigerodt ein.
Dr. Gawron ruft Dr. Fischer, den Schwiegersohn von Willigerodt, an, um ihn mit peinlichen Fotos, die ihn beim Sex mit Dr. Lore Ewers zeigen, zu erpressen. Das Gespräch wird von dessen Frau Sophie belauscht. Gawron fordert Fischer auf, sich mit ihm im Naumburger Dom zu treffen, und erklärt ihm dort, was Willigerodt tatsächlich entwickelt und dass er die Baupläne und Unterlagen haben will. Durch den Anruf misstrauisch geworden, bittet Sophie Bruno Ehrlicher nachzuforschen.
Während Dr. Lore Ewers die Nacht mit Willigerodt verbringt, gabelt Ehrlicher den völlig betrunkenen Dr. Fischer in einer Kneipe auf. Dieser weiht ihn daraufhin in die Erpressung ein und bittet ihn um Hilfe. Als er angetrunken nach Hause kommt, gerät er in Streit mit seiner ebenfalls betrunkenen Frau und verlässt die Wohnung.
Fischer konfrontiert auch Lore Ewers mit den Bildern, die ihm daraufhin gesteht, dass sie von Dr. Gawron den Auftrag hatte, sich in der Firma einzuschleichen und ihn erpressbar zu machen. Sie bietet Fischer an, auch für die Konkurrenz zu arbeiten; anschließend schlafen beide miteinander. Fischers Frau beobachtet alles von ihrem Auto aus.
Willigerodt zeigt Ehrlicher am nächsten Morgen seine neue Entdeckung: Er hat einen starken, unsichtbaren Laser entwickelt, der sowohl für Operationen als auch für militärische Zwecke genutzt werden kann. Trotz seiner enormen Energie hinterlässt er an der Eintrittsstelle keinen sichtbaren Schaden. Ehrlicher zeigt Willigerodt im Gegenzug die Bilder von Lore und seinem Schwiegersohn Günter Fischer und macht ihm klar, dass sie seine Firma ausspionieren will.
Willigerodt versucht sich nun mit Fischer zu versöhnen und ihm größere Aufgaben in der Firma zu geben. Dr. Dunkert muss Fischer daher die Unterlagen aushändigen, der das Material daraufhin sofort an Gawron weiterleiten will, um in dessen Firma einzusteigen.
Fischer trifft sich mit Gawron um den Vertrag abzuschließen und die Unterlagen zu übergeben. Währenddessen will Willigerodt Lore Ewers die Leitung der Firma übergeben. Sie lehnt jedoch ab und gesteht ihm, dass sie für die Firma von Gawron gearbeitet hat. Willigerodt glaubt ihr, dass sie nun nicht mehr für die Konkurrenz arbeitet, und gibt am nächsten Tag bekannt, Lore Ewers heiraten und die Firma übergeben zu wollen.
Fischer erfährt unterdessen, dass das Material wertlos ist, und trifft sich erneut mit Gawron. Der setzt ihn unter Druck und fordert ihn ultimativ auf, die richtigen Daten zu beschaffen. Fischer trifft sich anschließend mit Willigerodt in der Firma. Der eröffnet ihm, dass er mit Lore zusammenarbeiten soll oder die Firma verlassen muss. Fischer soll sich außerdem um 19 Uhr mit Lore Ewers im Büro treffen.
Als Lore gegen 19 Uhr auf das Firmengelände fährt, wird ihr Auto durch den Laser zur Explosion gebracht. Fischer verständigt sofort den Notruf und versucht das Auto zu löschen; sie ist allerdings bereits tot. Fischer teilt dem Naumburger Kommissar Ballmann mit, dass er die Explosion für einen Unfall hält.
Ehrlicher ist jedoch misstrauisch und glaubt an einen Anschlag. Willigerodt stellt am Unfallort fest, dass seine Sicherheitskarte, mit der man Zugang zum Labor und zum Laser erhalten kann, fehlt. Ehrlicher versucht herauszufinden, wer die Karte genommen haben könnte.
Es stellt sich schließlich heraus, dass Willigerodt Lore selbst getötet hat. Er hatte Dr. Fischer zur Tatzeit in die Firma bestellt und sich bei Ehrlicher ein Alibi besorgt. Fischer hatte er außerdem die Möglichkeit gegeben, die Karte zu nehmen, um einen Blick in das Labor zu werfen und so in Verdacht zu geraten. Ehrlicher kann mit Hilfe einer „sprechenden Uhr“ allerdings beweisen, dass Willigerodt zur Tatzeit doch in der Firma war und nicht, wie er behauptet, zu Hause.

## Produktion
Verbranntes Spiel ist der dritte Tatort des Mitteldeutschen Rundfunks und der erste, der direkt im Auftrag des MDR produziert wurde; die beiden Vorgänger waren noch Übernahmen vom Deutschen Fernsehfunk
Kain hat hier nur einen sehr kurzen Auftritt zu Beginn des Filmes. Die weiteren Ermittlungen führt ausschließlich Ehrlicher. Auch Ehrlichers Familie wird in diesem Film weder gezeigt noch erwähnt. Ein Großteil der Handlung spielt außerdem in Naumburg.
Die Dreharbeiten fanden in Dresden, sowie in Wittenberg und Naumburg statt.
Der Text des Songs stammt von Bodo Fürneisen; gesungen wurde er von Carmen Parker.
Die Erstausstrahlung verfolgten 10,76 Mio. Zuschauer, was einem Marktanteil von 31,40 % entsprach.

## Kritik
Die TV Spielfilm bezeichnete den Film als „etwas betulicher, früher Sachsen-Krimi“, der „immerhin durch die Bank gut besetzt“ ist.